# Micrurus oligoanellatus
Micrurus oligoanellatus là một loài rắn trong họ Rắn hổ. Loài này được Ayerbe & López mô tả khoa học đầu tiên năm 2002.